# Liga de Campeones de la CAF 1997
La Liga de Campeones de la CAF de 1997 fue la 33.ª edición del torneo de fútbol a nivel de clubes de África organizado por la CAF, y la 1.ª edición bajo el nombre actual Liga de Campeones de la CAF.
El Raja Casablanca de Marruecos venció al Goldfields de Ghana en penalties en la final para ganar el título por segunda vez.

## Ronda preliminar
| Equipo 1             | Agr. | Equipo 2              | Ida | Vuelta |
| -------------------- | ---- | --------------------- | --- | ------ |
| AS CotonTchad        | w/o  | AS Tempête Mocaf      | 1   | –      |
| Mogas 90 FC          | 1–2  | CD Travadores         | 1–0 | 0–2    |
| Munisport            | 5–1  | Café Sportif          | 4–1 | 1–0    |
| Junior Professionals | 2–1  | RC Bobo               | 2–0 | 0–1    |
| St Michel United     | 1–5  | FC BFV                | 1–2 | 0–3    |
| Notwane FC           | w/o  | Blue Waters FC        | 2   | –      |
| Limbe Leaf Wanderers | 2–5  | Roma Rovers           | 1–0 | 1–5    |
| Young Africans       | 0–1  | Express Red Eagles FC | 0–0 | 0–1    |

1 AS Tempête Mocaf fue descalificado por no pagar la cuota de inscripción. 

2 Blue Waters FC abandonó el torneo.

## Primera ronda
| Equipo 1             | Agr.        | Equipo 2              | Ida | Vuelta |
| -------------------- | ----------- | --------------------- | --- | ------ |
| USM Alger            | 9–2         | CD Travadores         | 6–1 | 3–1    |
| Udoji United         | 4–2         | AS Kaloum Star        | 3–1 | 1–1    |
| Unisport FC          | 2–2 (5-4 p) | Munisport             | 2–0 | 0–2    |
| Ferroviário          | 5–0         | FC BFV                | 4–0 | 1–0    |
| Raja Casablanca      | 5–1         | SONACOS               | 3–1 | 2–0    |
| Mbilinga FC          | 6–4         | DC Motema Pembe       | 3–0 | 3–4    |
| Africa Sports        | 4–2         | AS CotonTchad         | 3–0 | 1–2    |
| 1º de Agosto         | 3–2         | Notwane FC            | 1–1 | 2–1    |
| Zamalek              | 3–1         | Saint George          | 2–0 | 1–1    |
| Mufulira Wanderers   | 5–1         | APR FC                | 4–1 | 1–0    |
| Club Africain        | 4–3         | Djoliba AC            | 3–2 | 1–1    |
| Sunrise Flacq United | 1–3         | JS Saint-Pierroise    | 1–0 | 0–3    |
| Kenya Breweries      | 0–0 (2-4 p) | Al-Hilal              | 0–0 | 0–0    |
| Goldfields           | 4–2         | Junior Professionals  | 3–0 | 1–2    |
| CAPS United          | 7–6         | Express Red Eagles FC | 5–2 | 2–4    |
| Orlando Pirates      | 1–0         | Roma Rovers           | 1–0 | 0–0    |

## Segunda ronda
| Equipo 1               | Agr. | Equipo 2           | Ida | Vuelta |
| ---------------------- | ---- | ------------------ | --- | ------ |
| USM Alger              | 3–2  | Udoji United       | 3–0 | 0–2    |
| Unisport FC            | 2–4  | Ferroviário        | 1–0 | 1–4    |
| Raja Casablanca        | 4–1  | Mbilinga FC        | 3–0 | 1–1    |
| Africa Sports National | 1–6  | 1º de Agosto       | 1–1 | 0–5    |
| Zamalek                | 6–2  | Mufulira Wanderers | 5–2 | 1–0    |
| Club Africain          | 11–1 | JS Saint-Pierroise | 6–1 | 5–0    |
| Al-Hilal               | 2–3  | Goldfields         | 2–1 | 0–2    |
| CAPS United            | 1–3  | Orlando Pirates    | 1–2 | 0–1    |

## Fase de grupos

### Grupo A
| Pos. | Equipo             | Pts. | PJ | G | E | P | GF | GC | Dif. | Clasificación |     | RAC | USM | PRI | ORL |
| ---- | ------------------ | ---- | -- | - | - | - | -- | -- | ---- | ------------- | --- | --- | --- | --- | --- |
| 1    | Raja Casablanca    | 11   | 6  | 3 | 2 | 1 | 10 | 6  | +4   | Final         |     | —   | 0–2 | 4–0 | 1–0 |
| 2    | USM Alger          | 11   | 6  | 3 | 2 | 1 | 9  | 6  | +3   |               |     | 2–2 | —   | 1–0 | 2–1 |
| 3    | Primeiro de Agosto | 10   | 6  | 3 | 1 | 2 | 7  | 9  | −2   |               | 1–1 | 2–1 | —   | 2–1 |     |
| 4    | Orlando Pirates    | 1    | 6  | 0 | 1 | 5 | 5  | 10 | −5   |               | 1–2 | 1–1 | 1–2 | —   |     |

 Fuente: rsssf.com

### Grupo B
| Pos. | Equipo             | Pts. | PJ | G | E | P | GF | GC | Dif. | Clasificación |     | GOL | ZAM | CA  | FER |
| ---- | ------------------ | ---- | -- | - | - | - | -- | -- | ---- | ------------- | --- | --- | --- | --- | --- |
| 1    | Obuasi Goldfields  | 10   | 6  | 3 | 1 | 2 | 10 | 5  | +5   | Final         |     | —   | 3–1 | 2–0 | 4–0 |
| 2    | Zamalek            | 9    | 6  | 3 | 0 | 3 | 7  | 8  | −1   |               |     | 2–0 | —   | 2–0 | 2–1 |
| 3    | Club Africain      | 8    | 6  | 2 | 2 | 2 | 3  | 4  | −1   |               | 0–0 | 2–0 | —   | 1–0 |     |
| 4    | Ferroviário Maputo | 7    | 6  | 2 | 1 | 3 | 5  | 8  | −3   |               | 2–1 | 2–0 | 0–0 | —   |     |

 Fuente: rsssf.com

## Final
| Local ida  | Resultado Global | Local vuelta    | Ida | Vuelta |
| ---------- | ---------------- | --------------- | --- | ------ |
| Goldfields | 1:1 (4-5 p.)     | Raja Casablanca | 1–0 | 0–1    |

### Ida
| 30 de noviembre de 1997 | Goldfields | 1:0 (0:0) | Raja Casablanca | Estadio Len Clay Sports, Obuasi                                          |                                                                          |
|                         | Adjei 79'  |           |                 | Asistencia: 30.000 espectadores Árbitro(s): Sinko Zeli (Costa de Marfil) | Asistencia: 30.000 espectadores Árbitro(s): Sinko Zeli (Costa de Marfil) |

### Vuelta
| 14 de diciembre de 1997 | Raja Casablanca                                                    | 1:0 (0:0, 1:0) (t. s.)(5–4 p.) | Goldfields                                               | Estadio Mohamed V, Casablanca        |                                      |
|                         | Nazir 78'                                                          |                                |                                                          | Árbitro(s): Lim Kee Chong (Mauricio) | Árbitro(s): Lim Kee Chong (Mauricio) |
|                         |                                                                    | Tiros desde el punto penal     |                                                          |                                      |                                      |
|                         | - Nejjary - Ereyahi - Sabir - Ogandaga - Jrindou - Zitouni - Fahmi |                                | - Okyere - Owusu - Ansah - Ahinful - Issah - Koné - Duah |                                      |                                      |

## Campeón
| Marruecos                 |
| Raja Casablanca 2º título |

## Goleadores
| # | Nombre              | Equipo             | Goles |
| - | ------------------- | ------------------ | ----- |
| 1 | Kossi Noutsoudje    | Obuasi Goldfields  | 7     |
| 2 | Tarek Hadj Adlane   | USM Alger          | 7     |
| 3 | Billel Dziri        | USM Alger          | 6     |
| 4 | Muanza              | Primeiro de Agosto | 5     |
| 4 | Abdelkarim Nazir    | Raja Casablanca    | 5     |
| 6 | Nacer Zekri         | USM Alger          | 4     |
| 7 | Ahmed El-Kass       | Zamalek            | 3     |
| 7 | Joe Okyere          | Obuasi Goldfields  | 3     |
| 7 | Jonas Ogandaga      | Raja Casablanca    | 3     |
| 7 | Mustapha Moustawdaa | Raja Casablanca    | 3     |
| 7 | Lantame Ouadja      | Club Africain      | 3     |